# Hemicentrus aculeata
Hemicentrus aculeata är en insektsart som beskrevs av Olivier. Hemicentrus aculeata ingår i släktet Hemicentrus och familjen hornstritar. Inga underarter finns listade i Catalogue of Life.